# Grand Prix SAR La Princesse Lalla Meryem 2007
Grand Prix SAR La Princesse Lalla Meryem 2007 — жіночий тенісний турнір, що проходив на відкритих кортах з ґрунтовим покриттям у Фесі (Марокко). Належав до турнірів 4-ї категорії в рамках Туру WTA 2007. Це був сьомий за ліком Гран-прі принцеси Лалли Мер'єм. Тривав з 14 до 20 травня 2007 року. Несіяна Мілагрос Секера здобула титул в одиночному розряді.

## Фінальна частина

### Одиночний розряд
Мілагрос Секера —  Александра Возняк 6–1, 6–3
- Для Секери це був єдиний титул WTA в одиночному розряді за кар'єру.

### Парний розряд
Ваня Кінґ /  Саня Мірза —  Андрея Ехрітт-Ванк /  Анастасія Родіонова 6–1, 6–2